# Kanton Puiseaux
Der Kanton Puiseaux war von 1790 bis 2015 ein französischer Wahlkreis im Arrondissement Pithiviers, im Département Loiret und in der Region Centre-Val de Loire; sein Hauptort war Puiseaux.
Der Kanton umfasste Wahlberechtigte aus 13 Gemeinden:
| Gemeinde                | Einwohner Jahr | Postleitzahl | Code INSEE |
| ----------------------- | -------------- | ------------ | ---------- |
| Augerville-la-Rivière   | 234 (2015)     | 45330        | 45013      |
| Aulnay-la-Rivière       | 514 (2015)     | 45390        | 45014      |
| Boësses                 | 400 (2015)     | 45390        | 45033      |
| Briarres-sur-Essonne    | 531 (2015)     | 45390        | 45054      |
| Bromeilles              | 328 (2015)     | 45390        | 45056      |
| Desmonts                | 168 (2015)     | 45390        | 45124      |
| Dimancheville           | 120 (2015)     | 45390        | 45125      |
| Échilleuses             | 396 (2015)     | 45390        | 45131      |
| Grangermont             | 197 (2015)     | 45390        | 45159      |
| La Neuville-sur-Essonne | 385 (2015)     | 45390        | 45225      |
| Ondreville-sur-Essonne  | 408 (2015)     | 45390        | 45233      |
| Orville                 | 117 (2015)     | 45390        | 45237      |
| Puiseaux                | 3385 (2015)    | 45390        | 45258      |